# Cheilotrichia gloydae
Cheilotrichia gloydae är en tvåvingeart som först beskrevs av Alexander 1950.  Cheilotrichia gloydae ingår i släktet Cheilotrichia och familjen småharkrankar. Inga underarter finns listade i Catalogue of Life.